# 金井壽男
金井 壽男（かない ひさお、1938年5月21日 - 2019年5月3日）は、日本の哲学者（ヨーロッパ思想）。静岡県立大学名誉教授。位階は従四位。勲等は瑞宝小綬章。「壽」は「寿」の旧字体であるため、新字体で金井 寿男（かない ひさお）とも表記される。
一関工業高等専門学校助教授、静岡女子大学文学部助教授、静岡県立大学国際関係学部教授、静岡県立大学大学院国際関係学研究科比較文化専攻専攻長、和歌山信愛女子短期大学学長（第6代）などを歴任。

## 概要
ヨーロッパ思想を専攻する哲学者である。ソクラテスやアリストテレスの思想についての研究や、ラテン教父に関する研究などが知られている。一関工業高等専門学校、静岡女子大学、静岡県立大学で教鞭を執り、和歌山信愛女子短期大学では学長を務めた。

## 来歴

### 生い立ち
東北大学文学部を卒業し、東北大学大学院文学研究科にて博士課程を満期退学。

### 哲学者として
一関工業高等専門学校に採用され、専任の講師や助教授を務めた。1973年（昭和48年）に静岡女子大学に採用され、文学部で助教授となる。一般教育としては哲学や倫理学などを講じるとともに、文学部の共通科目としては論理学などを講じた。静岡薬科大学、静岡女子短期大学と静岡女子大学が統合・再編され、静岡県立大学が発足すると、国際関係学部と大学院国際関係学研究科の教授を務めた。国際関係学部においては、当初は教養科の講義を担当し、のちに国際言語文化学科にヨーロッパ文化コースの講義を担当した。具体的には、ヨーロッパ思想や西洋古典語学を講じていた。国際関係学研究科では比較文化専攻の専攻長にも就任した。2004年（平成16年）3月に静岡県立大学を定年退職し、のちに静岡県立大学の名誉教授の称号を取得した。その他、常葉学園大学などでも講師として活動した。2008年（平成20年）4月、和歌山信愛女子短期大学の学長に任命される。2019年（令和元年）5月3日死去。同日、従四位に叙され、瑞宝小綬章を授与された。

## 研究
哲学や倫理学を専門としており、ヨーロッパ思想に関する研究が多い。ソクラテスやアリストテレスといった古代ギリシアの哲学者について研究し、彼らの思想についての論文を複数発表している。また、キリスト教神学の中でもラテン教父に関する研究が知られており、ラテン語で書かれたテルトゥリアヌスの原著を日本語に翻訳して出版している。

## 人物
和歌山信愛女子短期大学の学長を退任してからは、趣味としてステンドグラスの制作に取り組んでいた。

## 略歴
- 1938年 - 誕生。
- 1973年 - 静岡女子大学採用[2]。
- 2004年 - 静岡県立大学定年退職[2]。
- 2008年 - 和歌山信愛女子短期大学学長[2]。
- 2019年 - 死去。

## 栄典
- 2019年 - 従四位[3]。
- 2019年 - 瑞宝小綬章[3]。

## 著作

### 単著
- 金井寿男著『ソクラテスへの招き』黒船出版、2001年。ISBN 4876180253
- 金井寿男著『西洋思想の源泉と展開――ホメロスからトマス・アクィナスまで』黒船出版、2004年。ISBN 4876180326

### 共著
- 静岡女子大学20周年記念論文集編集委員会編『静岡女子大学創立二十周年記念論文集』静岡女子大学、1988年。
- 静岡県立大学国際関係学部ヨーロッパ文化コース編『制度と逸脱』静岡県立大学国際関係学部、2000年。

### 翻訳
- テルトゥリアヌス著、金井寿男訳『護教論』水府出版、1984年。ISBN 491550400X
- ジェニファー・トラスティド著、金井壽男訳『自由意志と責任――私たちは自由な行為者であるか』ナカニシヤ出版、2020年。ISBN 978-4-7795-1399-2

## 関連人物
- アリストテレス
- ソクラテス
- テルトゥリアヌス